# Trude Eipperle
Trude Eipperle (Stuttgart, 27 janvier 1908 - idem, 18 octobre 1997) est une soprano allemande.

## Biographie
Elle étudie à la Musikhochschule de sa ville natale, et y débute en 1928 dans de petits rôles. Elle chante ensuite à Wiesbaden (1929-30), Nuremberg (1930-34), Brunswick (1934-35), Munich (1938-44), Cologne (1945-51). Elle débute au Festival de Salzbourg en 1942, à l'Opéra d'État de Vienne en 1949, et au Festival de Bayreuth en 1952.  
À l'étranger, elle est invitée à Monte-Carlo, Bruxelles, Milan, Barcelone, Lisbonne, Paris, Londres.
Chanteuse à la voix radieuse et interprète sensible, elle était particulièrement admirée en Comtesse Almaviva, Donna Anna, Fiordiligi, Pamina, Agathe, Euryanthe, Elisabeth, Elsa, Eva, Die Marshallin, Arabella, L'Impératrice, Elisabeth de Valois, Desdemona, Mimi, Cio-Cio-San, etc. 
Trude Eipperle était aussi très appréciée dans la musique sacrée et les oratorios de Bach et Haendel.

## Discographie sélective
- Undine - Trude Eipperle, Ferdinand Frantz, Else Tegethoff, Karl Friedrich, Christa Ludwig - Chœur et orchestre de la Radio de Francfort, Carl Alexander Häfner (1951)
- Lohengrin - Peter Anders, Trude Eipperle, Helena Braun, Carl Kronenberg, Gustav Greindl, Günther Ambrosius - Chœur et orchestre de la Radio de Cologne, Richard Kraus (1951)
- La Bohème - Trude Eipperle, Karl Terkal, Wilma Lipp, Alfred Poell - Chœur et orchestre de la Radio Bavaroise (Munich), Clemens Krauss (1951)

## Sources
Operissimo.com (Biographie en allemand)